# غوتشا
غوكا (Гуча) هي مدينة في مورافيكا في مقاطعة وسط صربيا في صربيا.
يبلغ عدد سكانها حوالي 2000 نسمة.

## توأمة
لغوتشا اتفاقيات توأمة مع:
- لوبيز